# Cirrhilabrus lanceolatus
Cirrhilabrus lanceolatus Randall & Masuda, 1991 è un pesce d'acqua salata appartenente alla famiglia Labridae.

## Distribuzione e habitat
Proviene dalle barriere coralline delle isole giapponesi Honshū e Okinawa, nel nord ovest dell'oceano Pacifico. Di solito nuota tra i 30 e i 60 m di profondità in zone rocciose.

## Descrizione
Presenta un corpo compresso lateralmente, non particolarmente alto ma leggermente allungato. La pinna caudale presenta i raggi centrali più allungati di quelli esterni. I maschi adulti sono prevalentemente violacei o rosati con striature arancioni sul dorso, mentre le femmine sono arancioni o marroni. La lunghezza massima registrata è di 8,8 cm. Le pinne sono trasparenti.

## Biologia
Sconosciuta, ma le sue abitudini sono molto probabilmente simili a quelle delle altre specie del genere Cirrhilabrus.

## Conservazione
Nonostante l'areale non molto esteso, questa specie non è a rischio ed è diffusa anche in alcune aree marine protette, quindi viene classificata come "a rischio minimo" (LC) dalla lista rossa IUCN.